# Schloss Rosenau (Coburg)

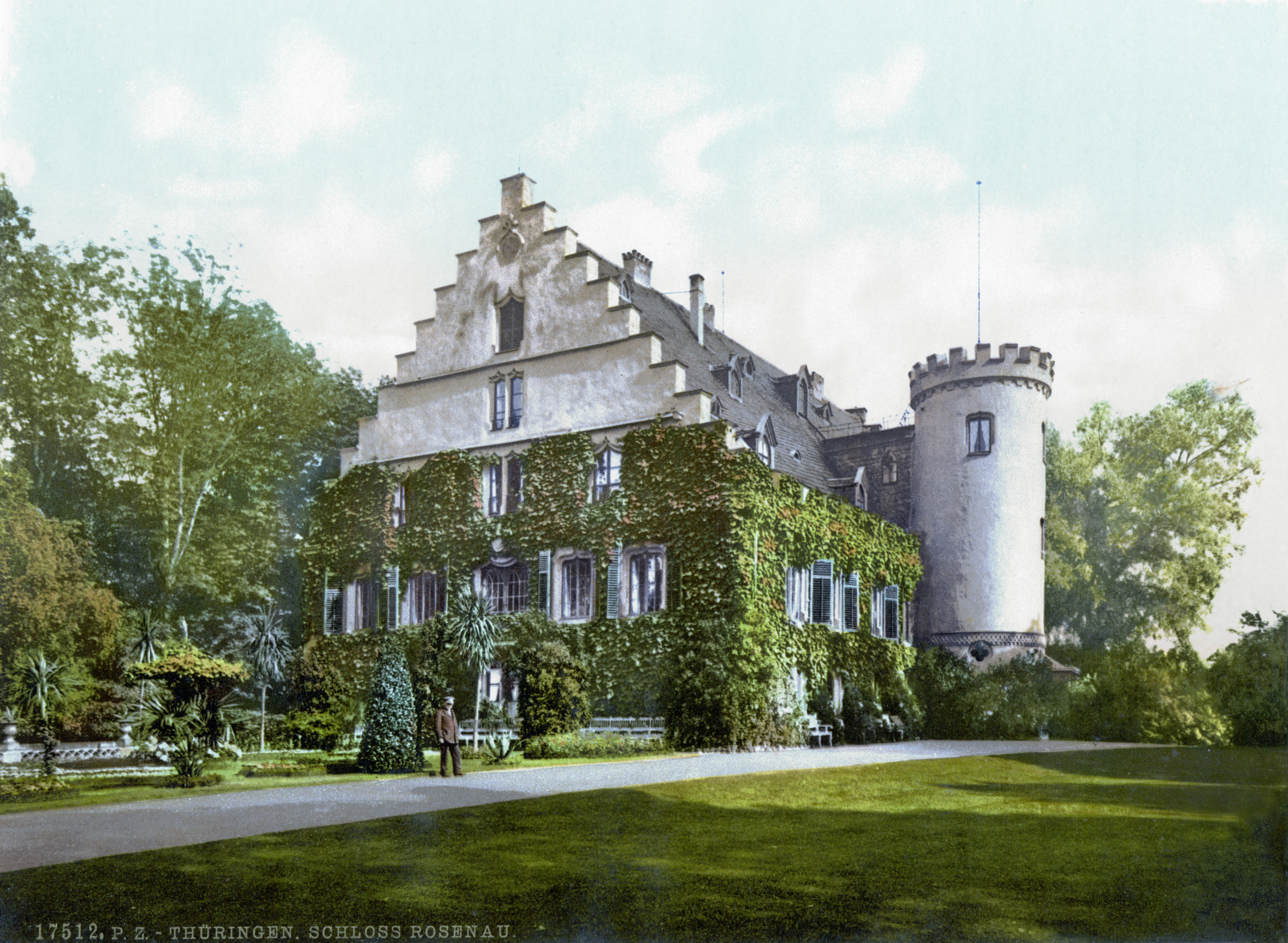
Schloss Rosenau (um 1890)

Das Schloss Rosenau ist ein Schloss inmitten einer Parkanlage in Unterwohlsbach, einem Ortsteil der Stadt Rödental. Es ist Geburtsort von Prinz Albert von Sachsen-Coburg und Gotha, dem späteren Gemahl der britischen Königin Victoria. Heute wird es als Museum genutzt.

## Geschichte

### Ritter von Rosenau

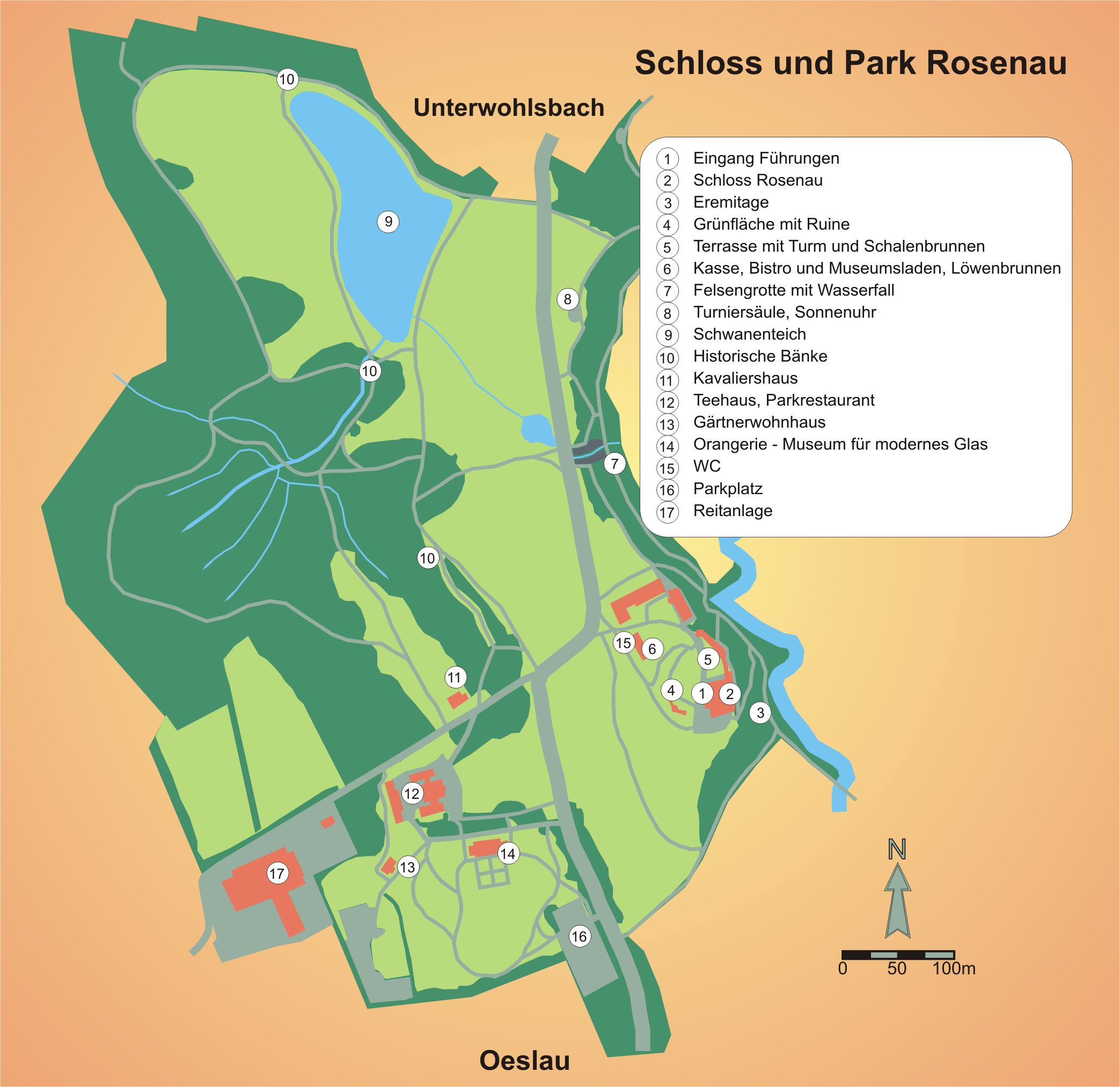
Karte vom Park und Schloss Rosenau

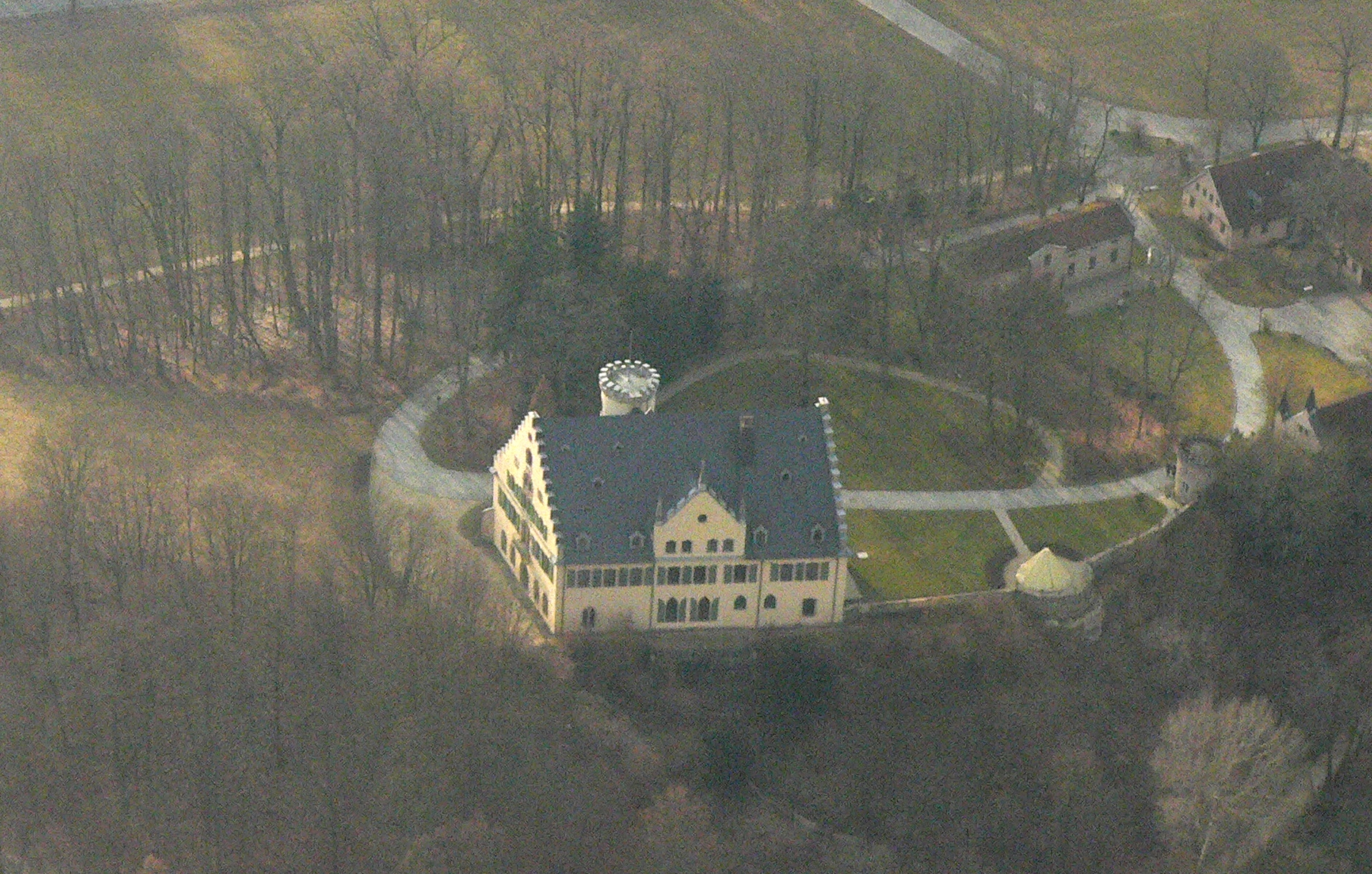
Schloss Rosenau

Obwohl das Schloss erst 1439 als Besitz der „Edelherren von Rosenawe“ erstmals in einer Sonnefelder Urkunde erwähnt wurde, ist davon auszugehen, dass es bereits vor 1424 bestand, als diese Herren die Rosenauer Burg am Rittersteich in Coburg errichteten. Da es für ein Adelsgeschlecht üblich war, sich nach ihrem Stammsitz, hier also der Rosenau, zu benennen, wird bei Oeslau bereits zumindest ein Gutshof oder eine Kemenate dieses Namens existiert haben. Als „Ritter von Rosenawe“ ist das Rosenauer Geschlecht seit der zweiten Hälfte des 13. Jahrhunderts urkundlich nachweisbar. Der auch in Südthüringen reich begüterten Familie gehörten ab 1410 das Coburger Münzmeisterhaus, ab 1429 das Wasserschloss Oeslau, die Dörfer Gauerstadt und Schloss Eichhof sowie das Wasserschloss Mitwitz und eine Reihe von Gutshöfen im Coburger Land; 1501 kamen Dorf und Schloss Ahorn dazu.
Drei Jahrhunderte lang war der Name derer von Rosenau, deren Reichtum aus landwirtschaftlichen Gütern bestand, eng mit dem Schloss am Steilufer der Itz verbunden. Im so genannten Frühkapitalismus ab Ende des 16. Jahrhunderts bekamen das Handwerk und vor allem die Großgrundbesitzer die Folgen zu spüren, welche das Aufblühen des Fernhandels in Verbindung mit industriellem Verlegertum mit sich brachten. Die wirtschaftlichen Erträge gingen für die Rosenauer beängstigend zurück, dies führte zur fortschreitenden Verschuldung des umfangreichen Familienbesitzes. Silvester von Rosenau, Freund Martin Luthers und Philipp Melanchthons, vermachte seinem Sohn Hans Berthold Schloss und Güter bereits hoch verschuldet. Auch er konnte das Erbe zu keiner neuen Blüte führen, so dass sein Nachfolger Adam Alexander von Rosenau notgedrungen das alte Schloss an Herzog Johann Casimir veräußern musste, den Verkauf jedoch 1637 wieder rückgängig machen konnte.

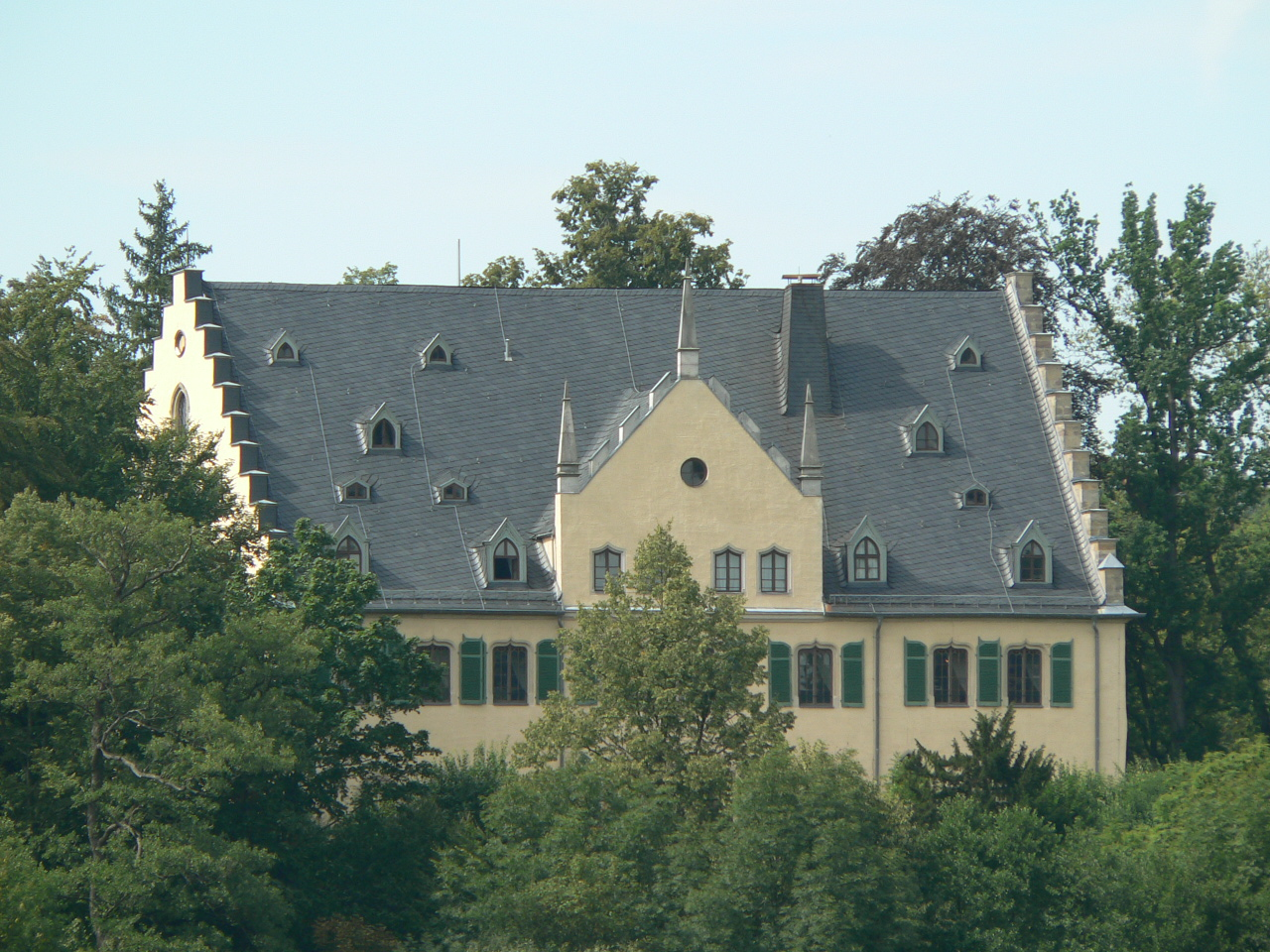
Schloss Rosenau, Ostseite

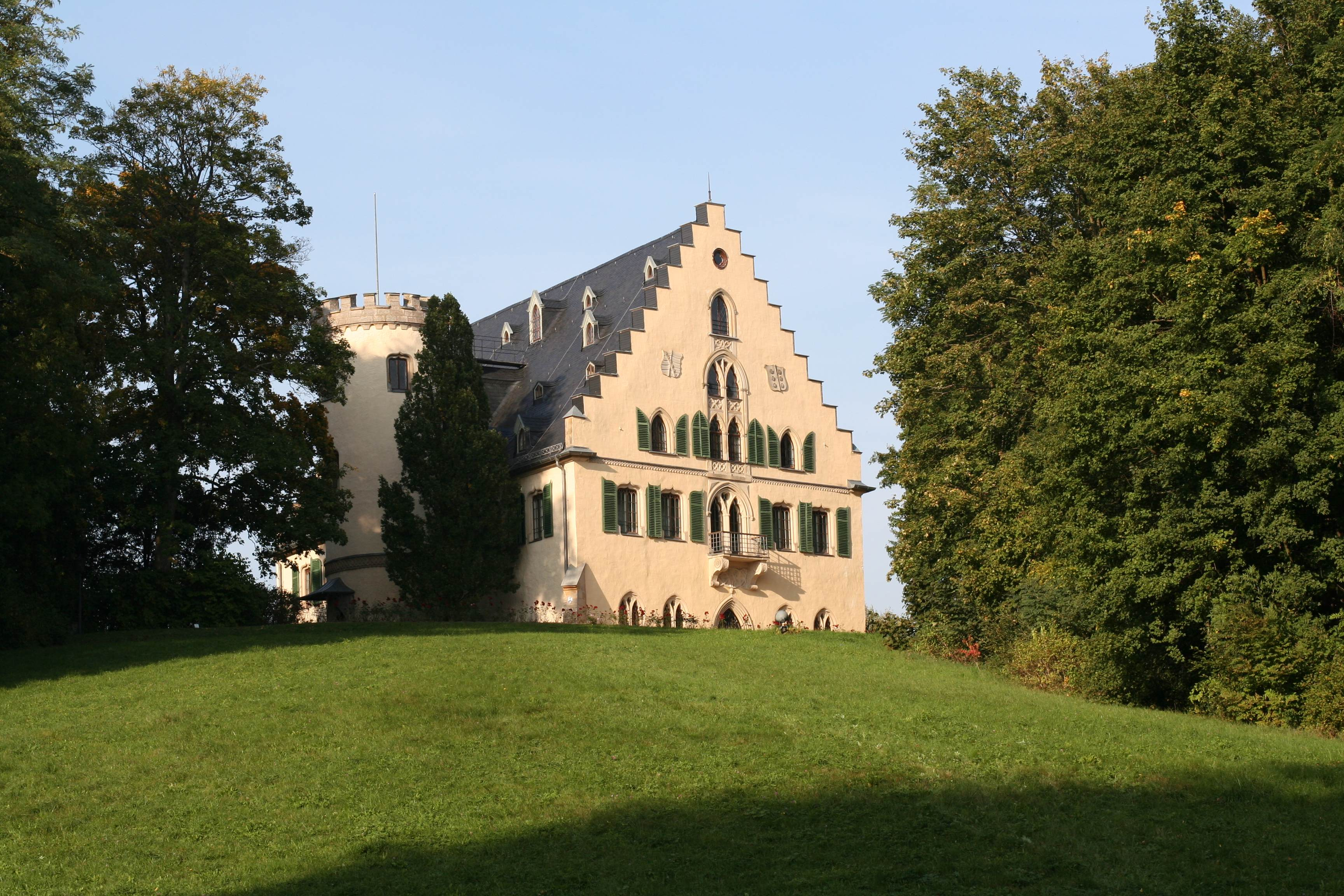
Schloss Rosenau, Südseite

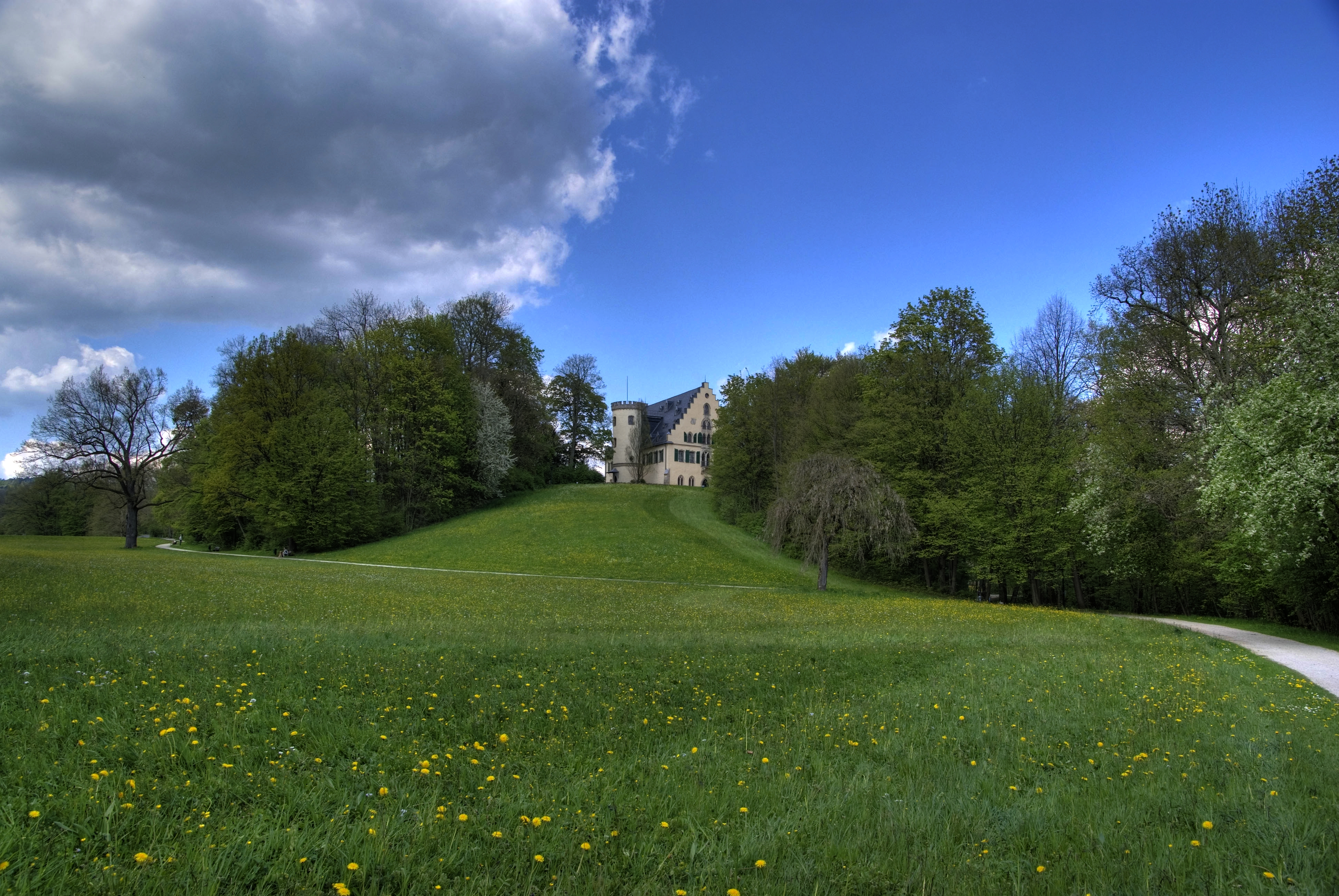
Schloss Rosenau mit Umgebung

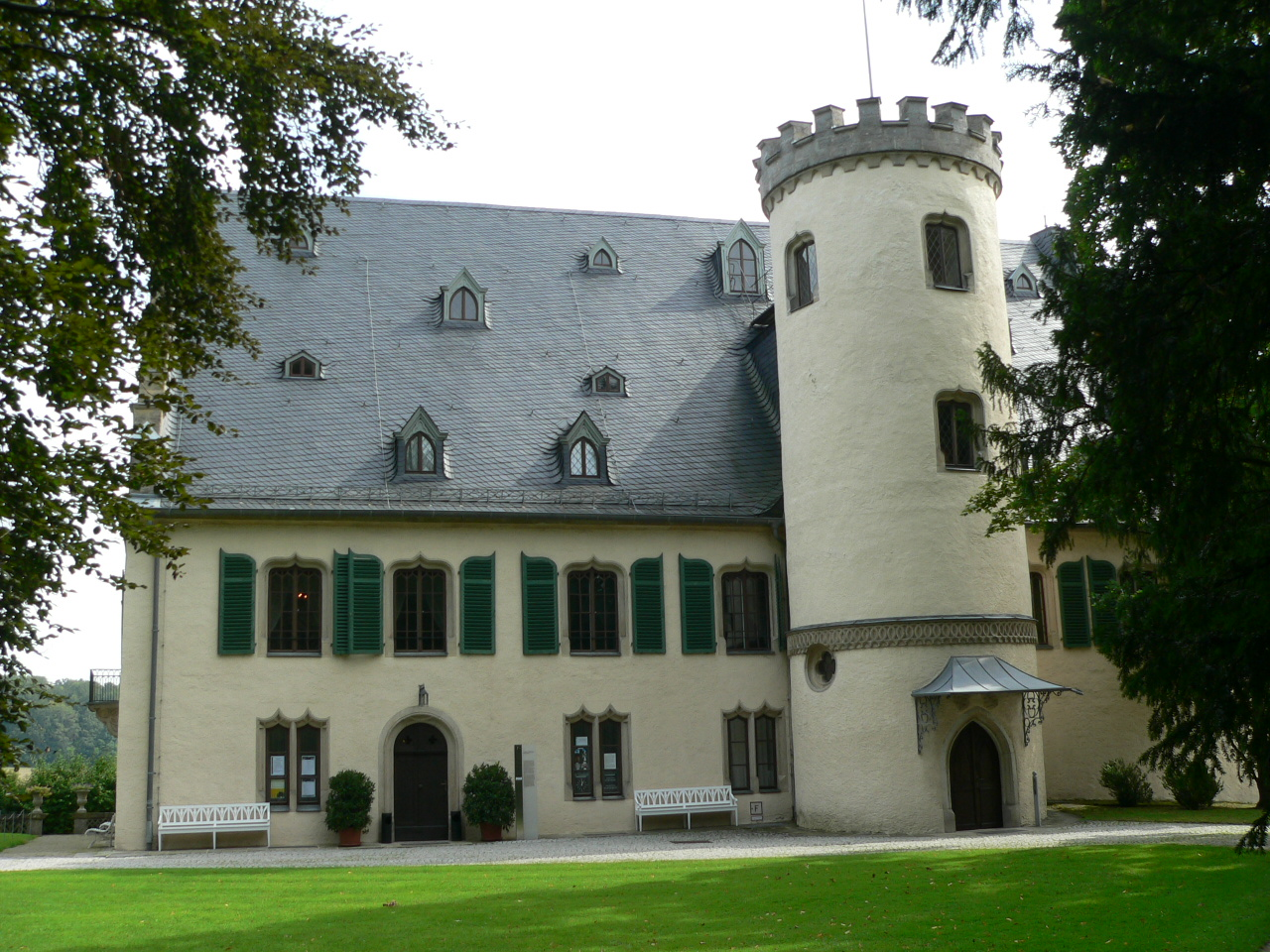
Schloss Rosenau, Westseite

1704 ging die Rosenau der gleichnamigen Familie endgültig verloren. Der österreichische Freiherr Ferdinand Adam von Pernau, seit 1690 Coburger Konsistorialrat und Kammerjunker des Herzogs Albrecht, erwarb das Schloss samt Nebengebäuden als Sommersitz und Studienplatz für seine vogelkundlichen Forschungen.
Zu dieser Zeit bestand das eher burgähnliche Anwesen aus dem Palas mit daran gestelltem Rundturm, den Resten der ursprünglichen Ringmauern mit zwei Wehrturmruinen und der Vorburg mit Stallungen, das Ganze umgeben von einem weitläufigen, verwilderten Park. Innen befand sich im Palas ein nach Osten hin offener Arkadenbau aus dem 17. Jahrhundert, Ehrenhof genannt, den der italienische Baumeister Giovanni Bonalino mit gotischen Elementen gestaltet hatte.

### Herzöge von Coburg
Nach von Pernaus Tod im Jahr 1731 wurden Schloss und Park Rosenau an den Gothaer Herzog Friedrich II. veräußert, der zur Bewirtschaftung Pächter einsetzte. 1805 änderten sich die Besitzverhältnisse erneut und grundlegend: Der fürstliche Thron- und Heiratsvermittler Herzog Franz Friedrich Anton von Sachsen-Coburg-Saalfeld erwarb das Anwesen für seinen Sohn und Nachfolger Herzog Ernst I. von Sachsen-Coburg und Gotha als Sommerwohnsitz.
Herzog Ernst ließ von 1806 bis ungefähr 1817 die Burg nach Plänen von Karl Friedrich Schinkel zum repräsentativen Schloss im neugotischen Stil umbauen und den Park als englischen Garten neu anlegen. An dem Baubestand der ursprünglichen Burg änderte die Renovierung aus dem romantischen Geist jener Zeit kaum etwas. Sie zählt zu den ersten Beispielen in Deutschland, die das Mittelalter in idealisierter Form aufleben lassen.
Auf die beiden Giebelseiten des Palas wurden frühgotische Treppengiebel aufgesetzt. Die Fensterformen führte man in spätgotischem Stil aus und kleine Balkone und Wappensteine ergänzten den Fassadenschmuck. Der Turm, der auf der ältesten Abbildung von 1700 noch eine Welsche Haube trug, erhielt einen Zinnenkranzabschluss und das ehemals wuchtige Satteldach zur Auflockerung eine Anzahl verschieden großer Dachgauben und einen angetäuschten Mittelrisalit. Der verfallene Turm der alten südwestlichen Ringmauer wurde im Sinne der Romantik als Ruine belassen.
Der nordöstlichen Turm wurde als malerischer Eckpunkt der Balustrade, die die hintere Terrasse abschloss, wiederhergestellt. In diesem Turm wurde die „Prinzessinnenküche“ eingerichtet, ein Spielzimmer für die fürstlichen Nachkommen. Die Terrassenbrüstung stammt aus Bonalinos Söller im früheren Ehrenhof, der durch Schinkels Umbau freigelegt und mit einem Schalenbrunnen versehen wurde. Die tiefer gelegene Vorburg wurde abgetragen. An ihre Stelle traten Wirtschaftsgebäude und Gesindewohnungen mit spitzbogigen Lauben und Ziertürmchen im neugotischen Stil. Dort wurde auch der Löwenbrunnen aufgestellt.

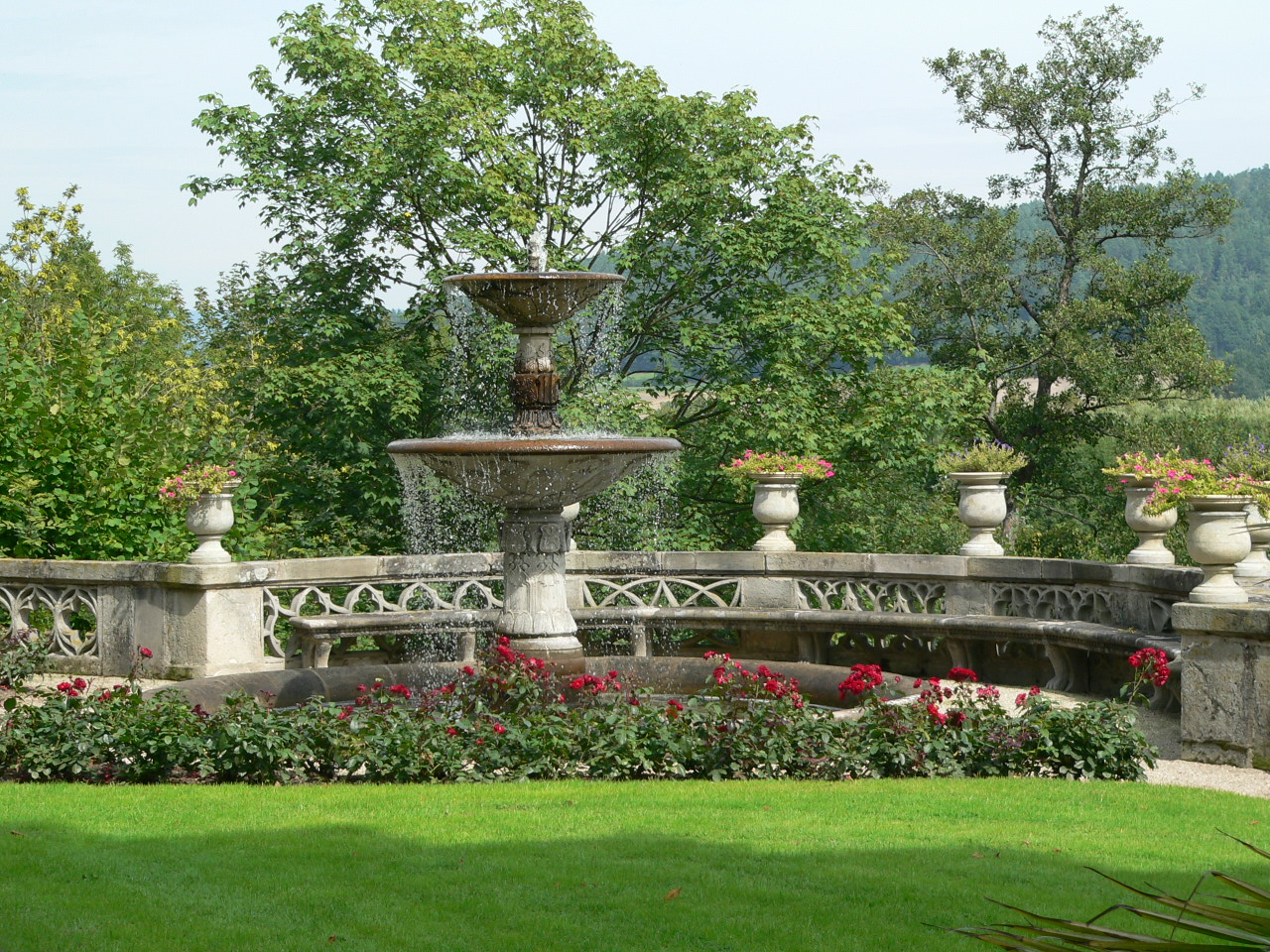
Ehrenhof mit Schalenbrunnen
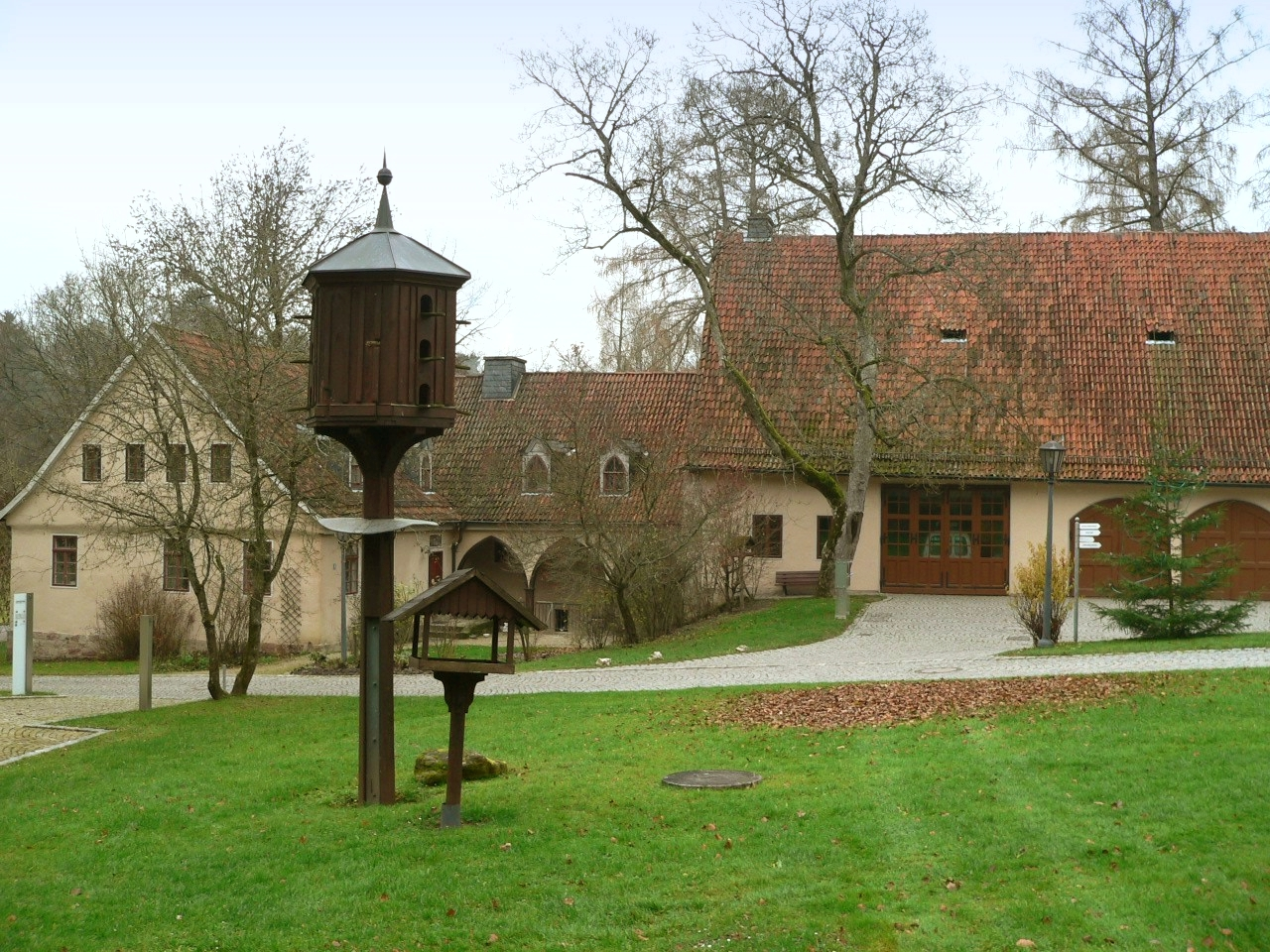
Wirtschaftsgebäude
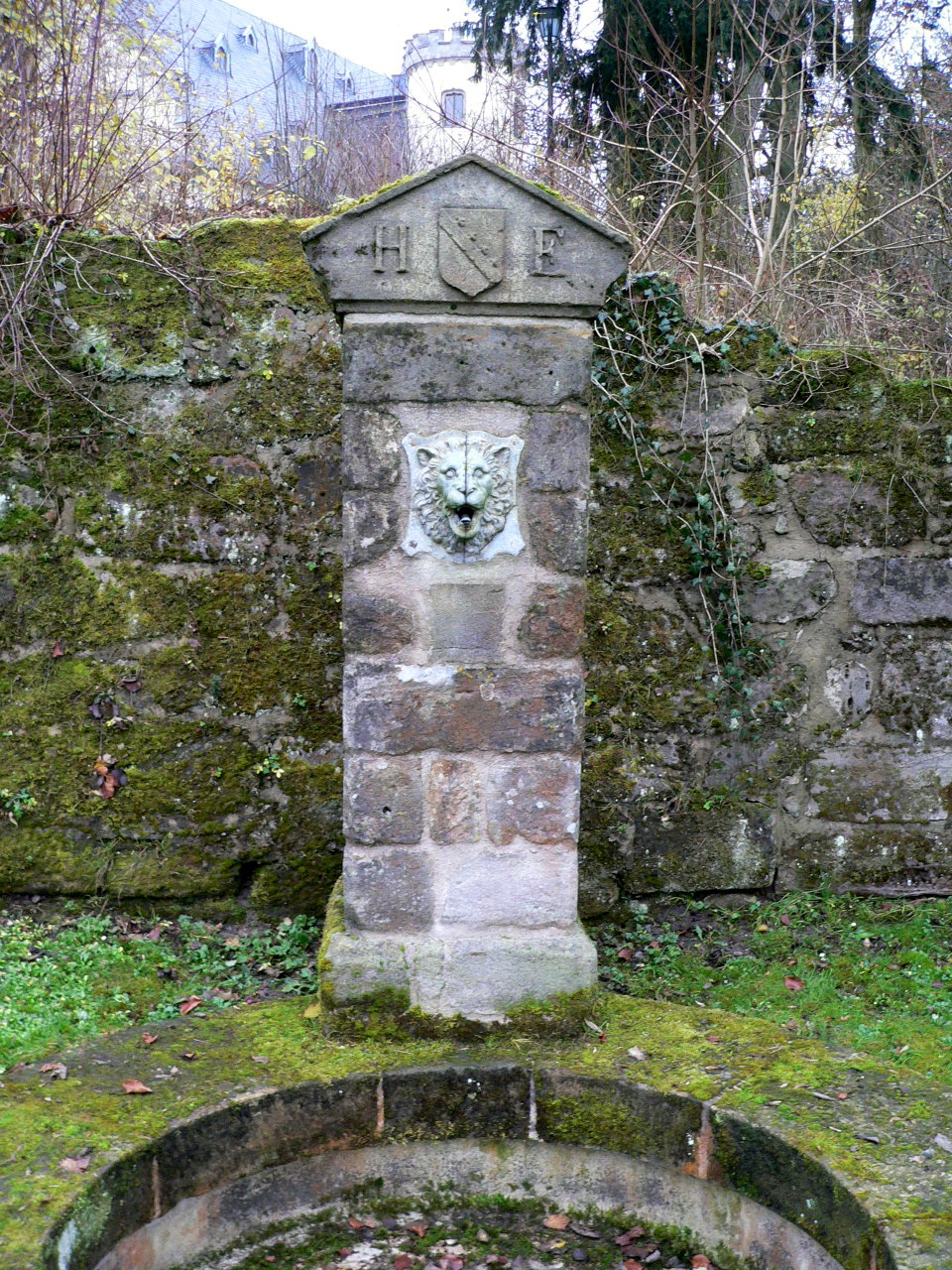
Löwenbrunnen

Die ebenfalls von Schinkel entworfene Innenaufteilung hat mit der ursprünglichen nichts gemein. Das Erdgeschoss erhielt zwei repräsentative Räume, zum einen den „Marmorsaal“, der die ganze südliche Giebelseite einnimmt und dessen Tür und sechs Fenster auf die vordere Terrasse führen. Gegliedert wird der Saal in drei Schiffe durch zwei Reihen von Säulenbündeln, die ein von feinen goldenen Stuckranken überzogenes Gewölbe zu tragen haben. An den „Marmorsaal“ schließt eine kleine elfeckige Bibliothek an, deren Wände und verwinkelte Gewölbe ganz holzgetäfelt sind. Später wurde die Bibliothek in eine russisch-orthodoxe Kapelle umgewandelt. Die in sieben Bogenfeldern gemalten Szenen aus den Minnefahrten eines Ritters beeindruckten Ernsts Gattin Dorothea Luise von Altenburg sehr, und die damals erst 17-jährige Herzogin beschrieb dieses Gemälde anschaulich in zahlreichen Briefen.

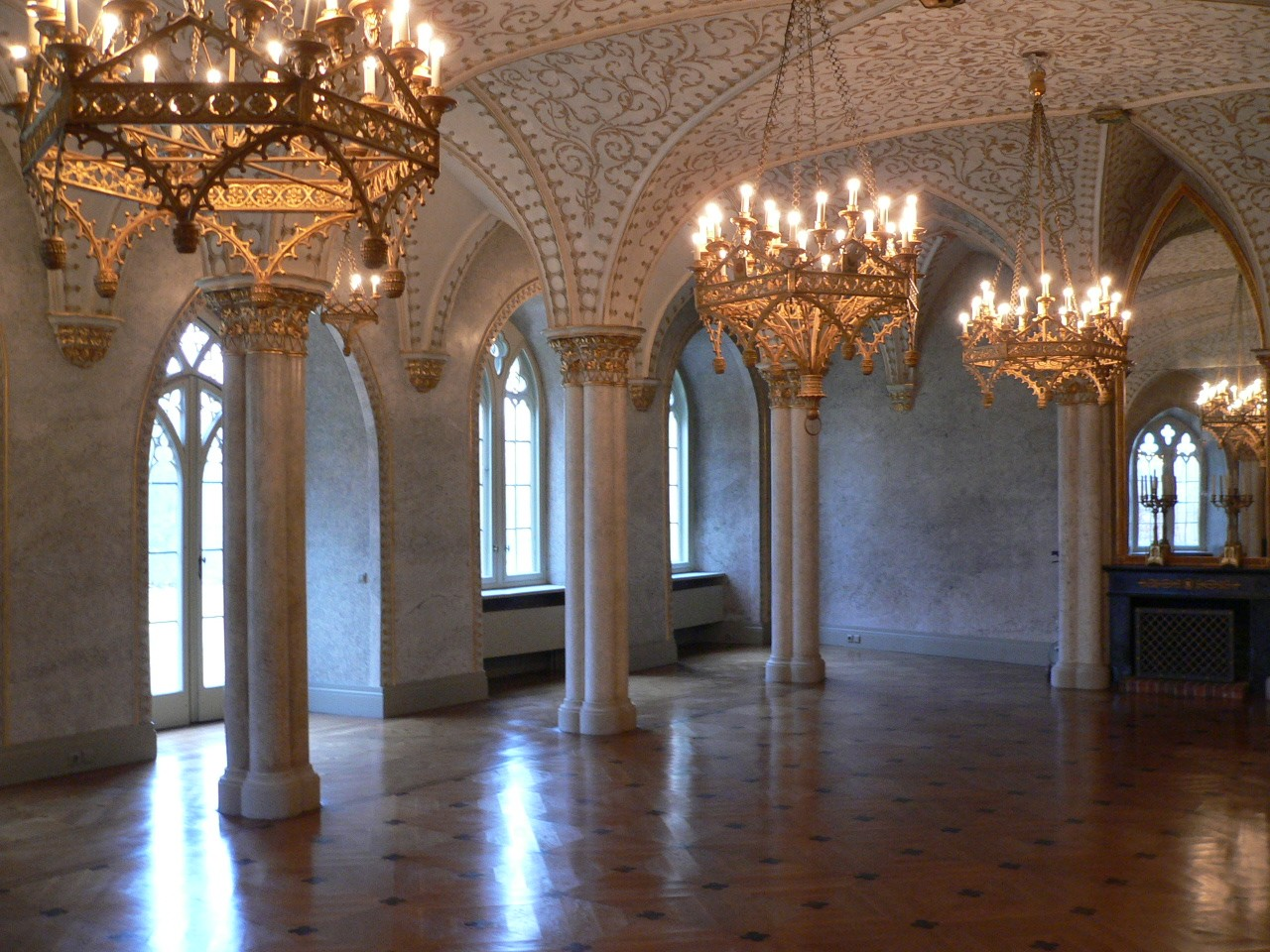
Marmorsaal
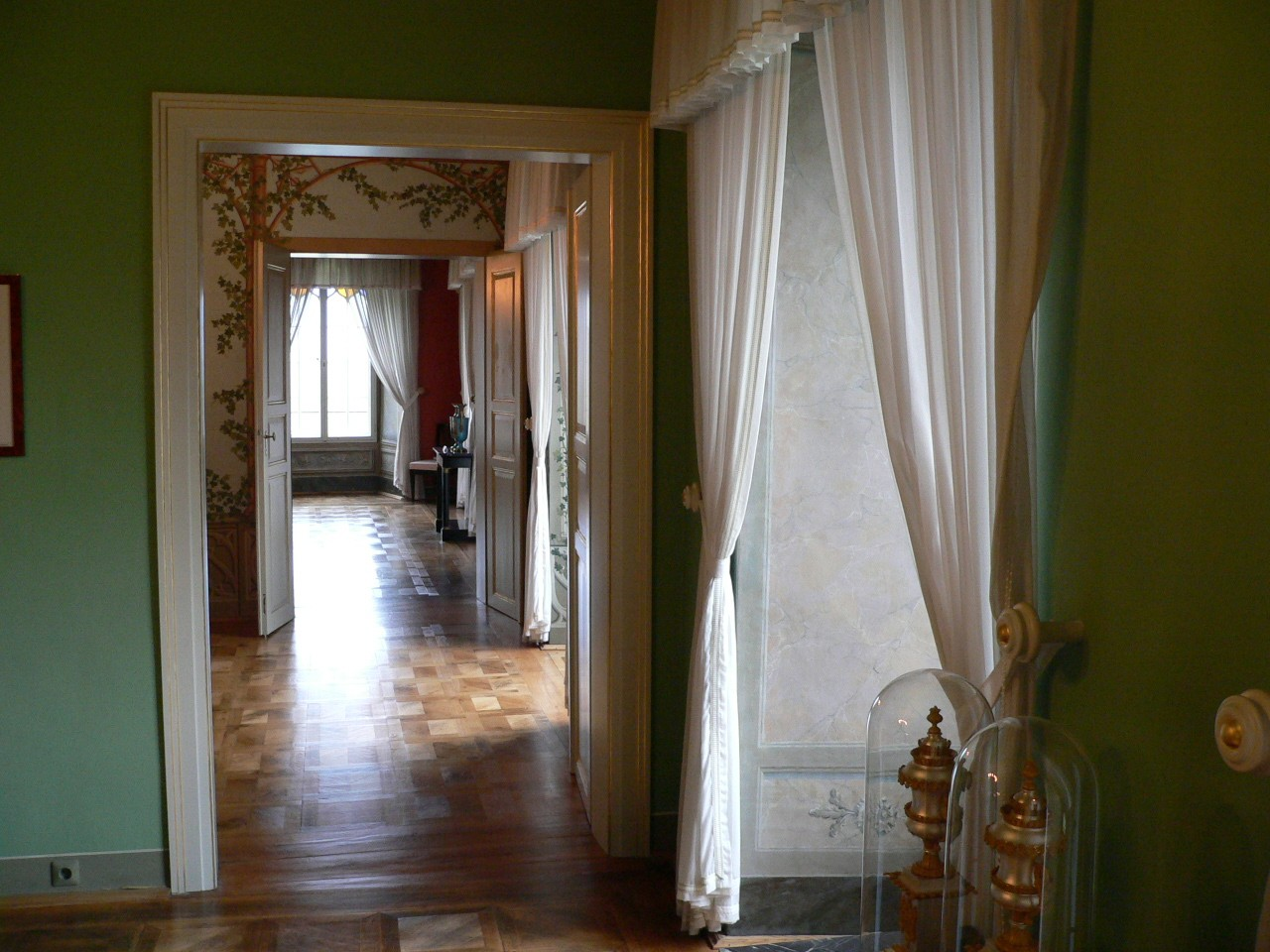
Wohnräume im Schloss
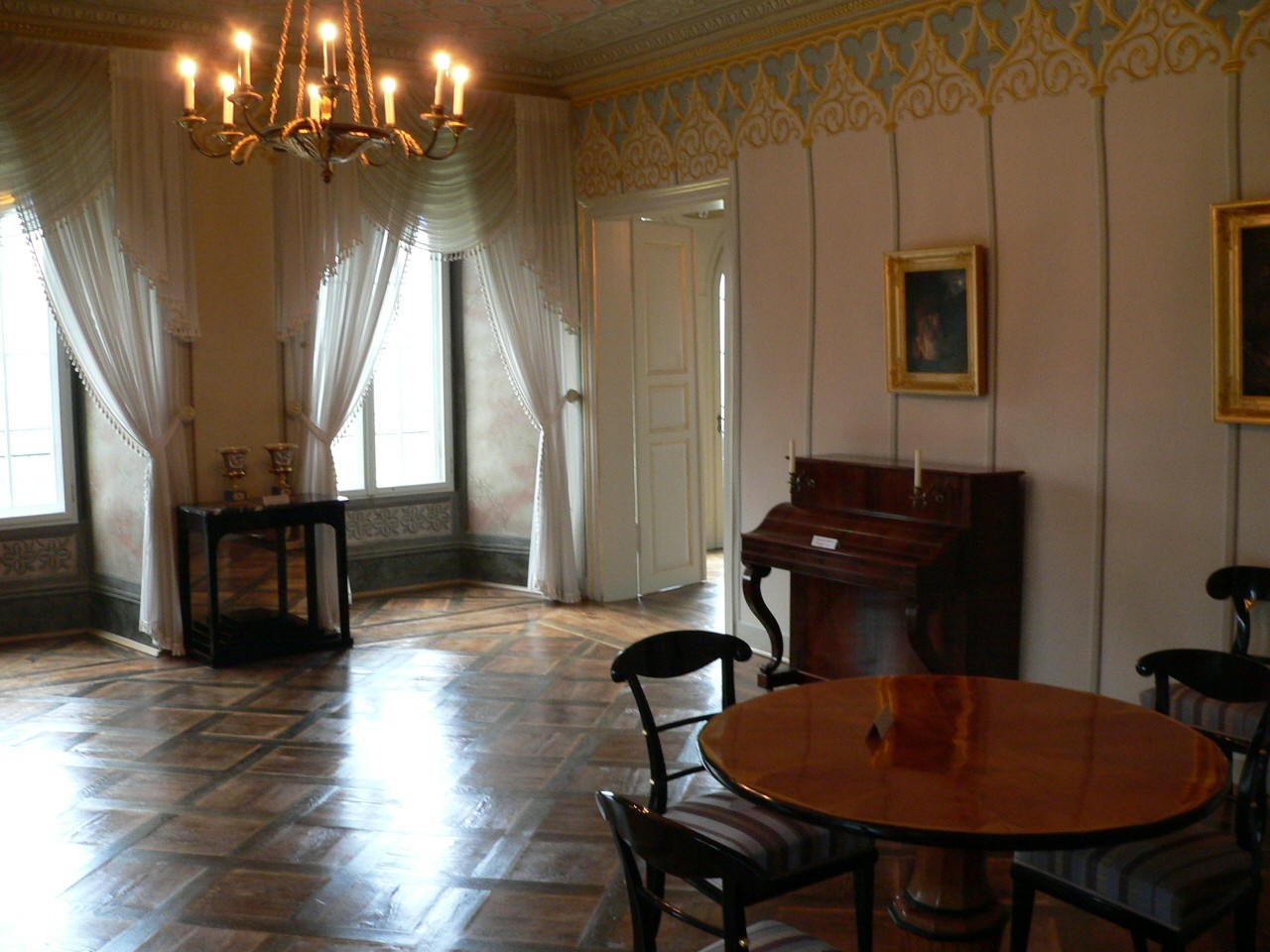
Gesellschaftszimmer
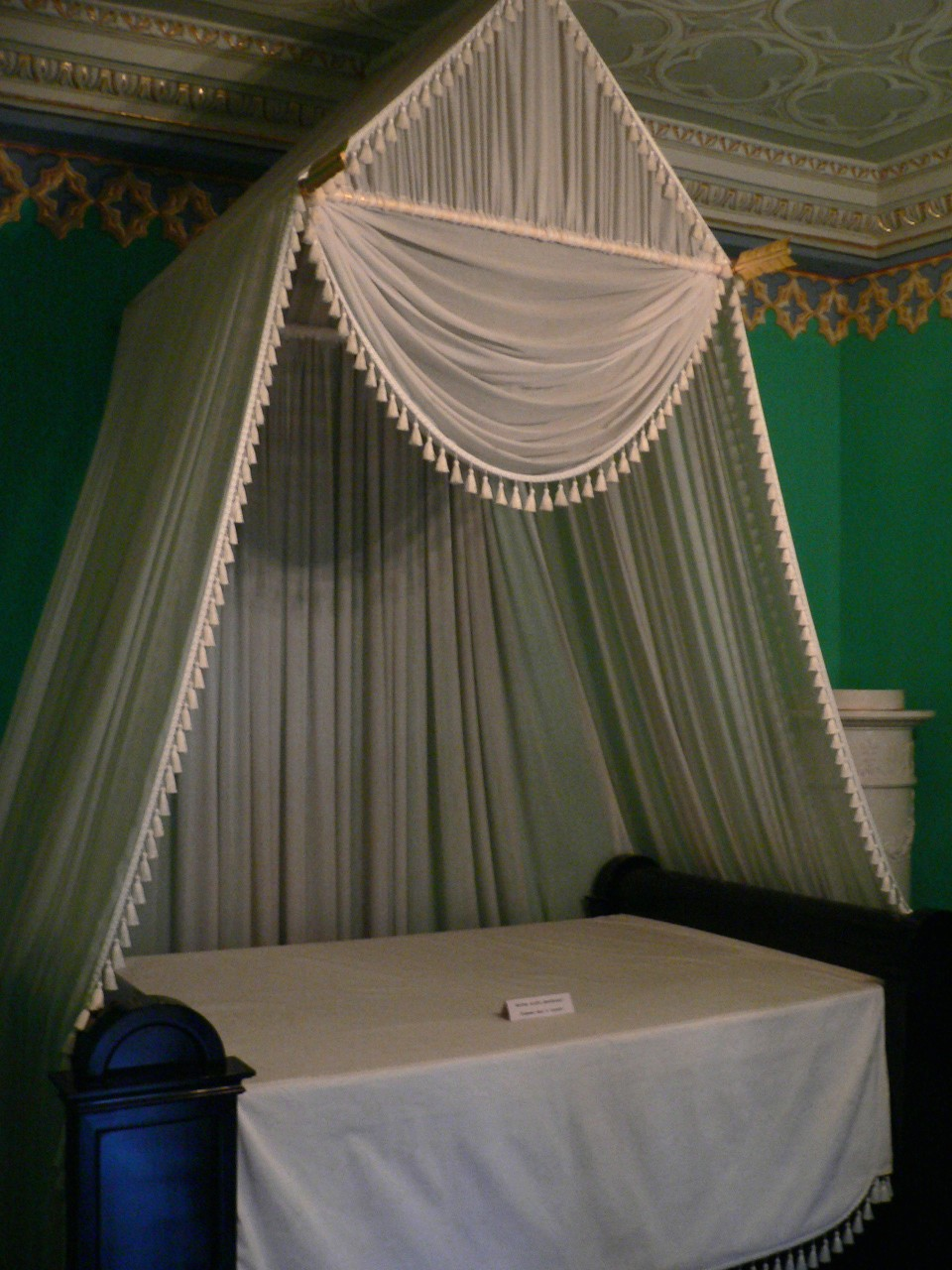
Bett Ernsts I.

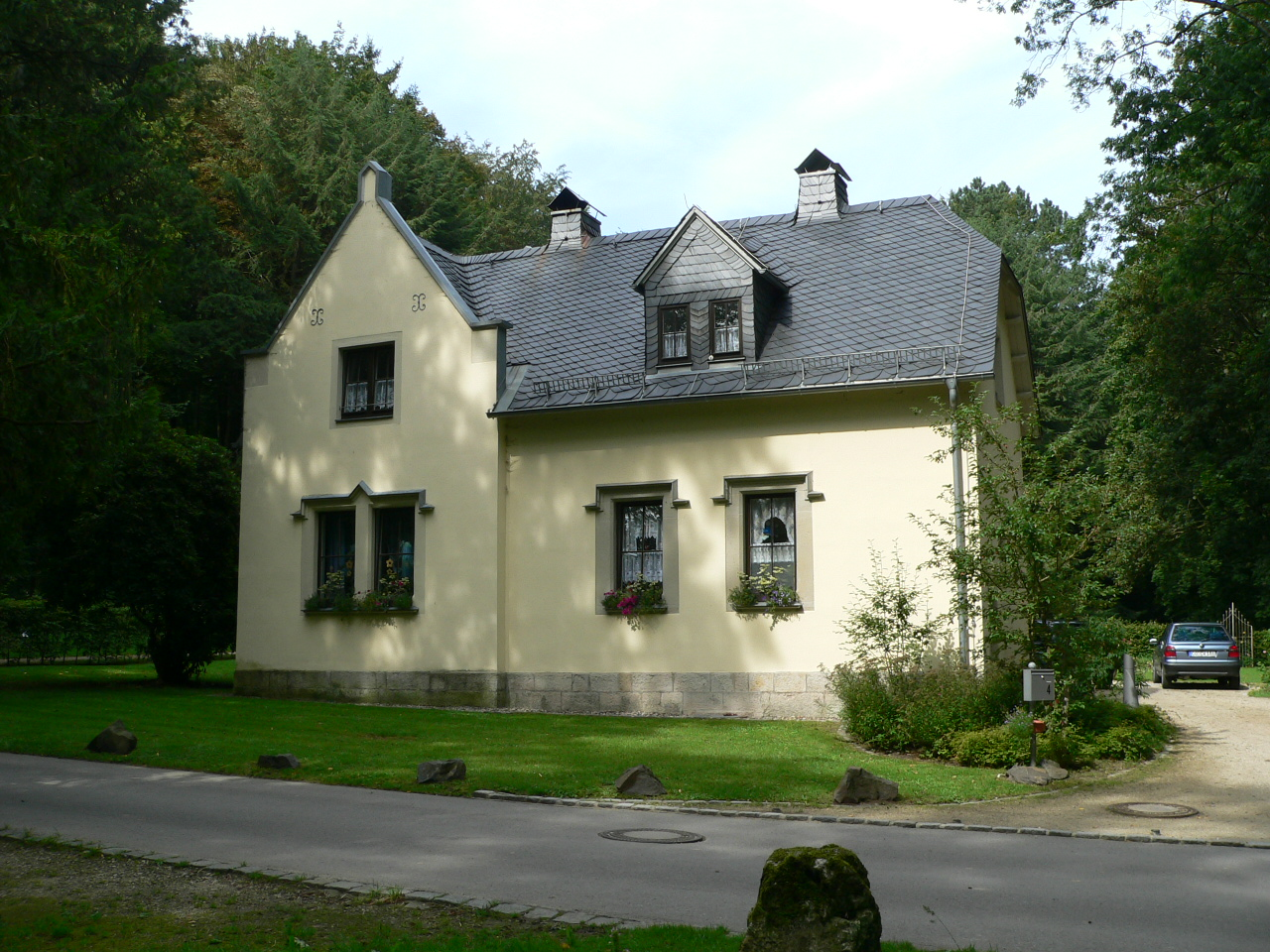
Kavaliershaus

Herzogin Dorothea Luise war die Mutter von Herzog Ernst II. und Prinz Albert, der 1819 auf Schloss Rosenau geboren wurde und 1840 die britische Königin Victoria ehelichte. Das Paar hielt sich bis zum Tode Alberts häufig auf der Rosenau auf und Viktoria kehrte auch später noch des Öfteren, zuletzt im Alter von 75 Jahren, dorthin zurück, wo sie sich in den Parkanlagen ohne große höfische Etikette von ihren Staatsgeschäften erholen konnte. Dort schrieb sie einst in ihr Tagebuch: „Wäre ich nicht, was ich bin, so wäre hier mein wahres Zuhause.“ Sie fühlte sich in ihrer Trauer in den Witwenjahren auf der Rosenau ihrem geliebten Albert immer besonders nahe.
Herzog Ernst II., seit 1844 an der Regierung, konzentrierte sein Interesse auf Schloss Callenberg und überließ die Rosenau seinem Neffen und Nachfolger Alfred, dem zweiten Sohn Königin Victorias und Prinzgemahl Alberts. Alfred starb 1900 im Kavaliershäuschen der Rosenau. Seine Witwe Maria Alexandrowna, eine Tochter des Zaren Alexander II. von Russland, bewohnte noch bis zu ihrem Tod im Herbst 1920 das Kavaliershäuschen.

### Nach 1920
Vor dem Anschluss Coburgs an Bayern im Jahr 1920 ging das Schloss mit den dazugehörigen Liegenschaften an die Coburger Landesstiftung über. 1927 wurde das Areal, das seit Jahrhunderten verwaltungs- als auch gebietsmäßig zu Oeslau gehört hatte, der Gemeinde Unterwohlsbach zugesprochen.
Bis 1938 war das Anwesen an Herzog Alfreds Töchter verpachtet. Während des Zweiten Weltkriegs diente es ab 1941 dem weiblichen nationalsozialistischen Arbeitsdienst als Unterkunft.
Nachdem 1945 amerikanische Dienststellen eingezogen waren, standen die Gebäude ab 1946 dem Flüchtlingskommissar als Erholungsheim für Heimatvertriebene zur Verfügung. Ab 1948 wurde es über 20 Jahre als Altenheim des Landkreises Coburg genutzt.
Nach langem Leerstand kaufte 1972 der Freistaat Bayern die Liegenschaft, die sich mittlerweile in einem desolaten Zustand befand und aufwändig restauriert werden musste.

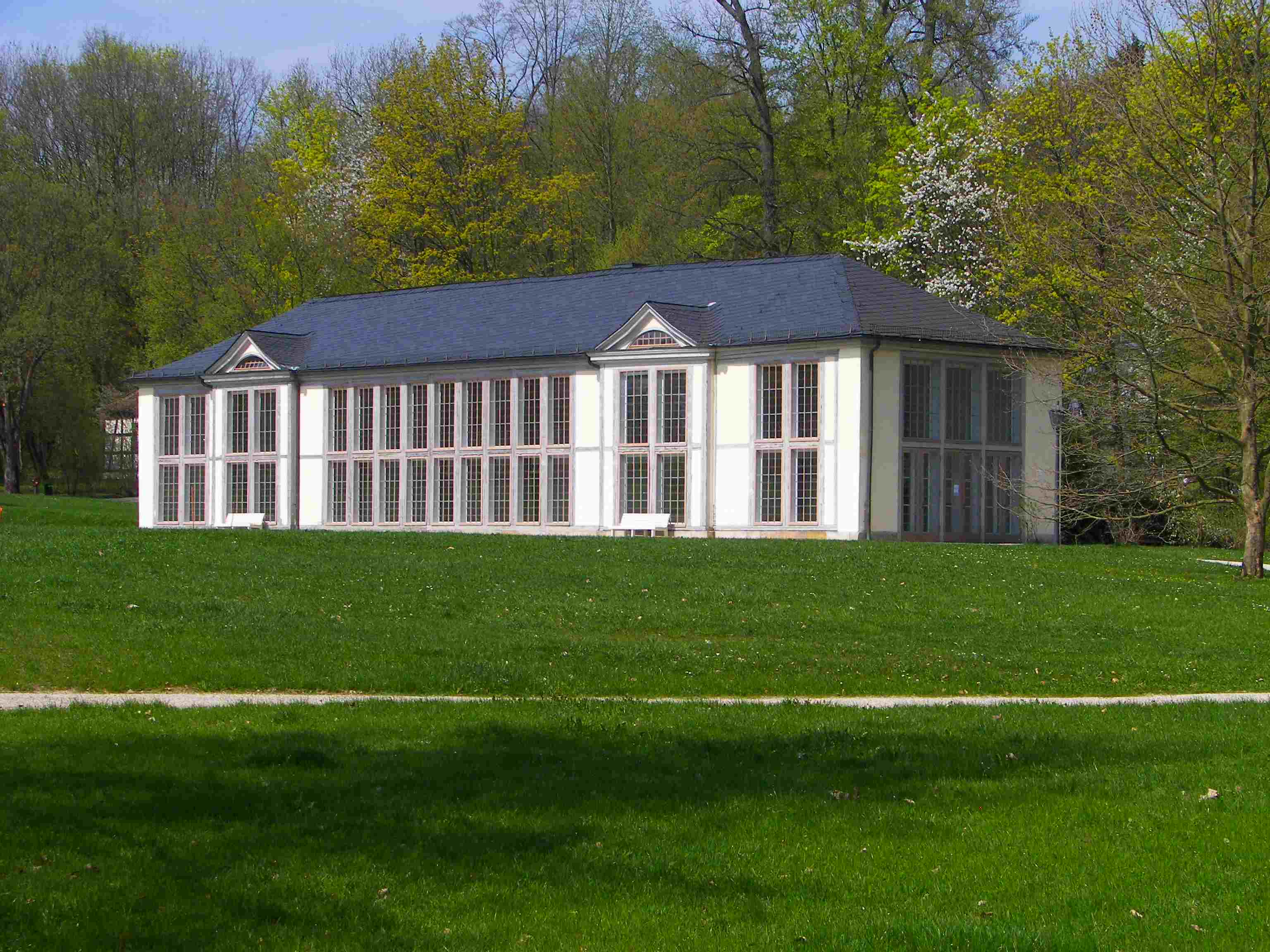
Orangerie

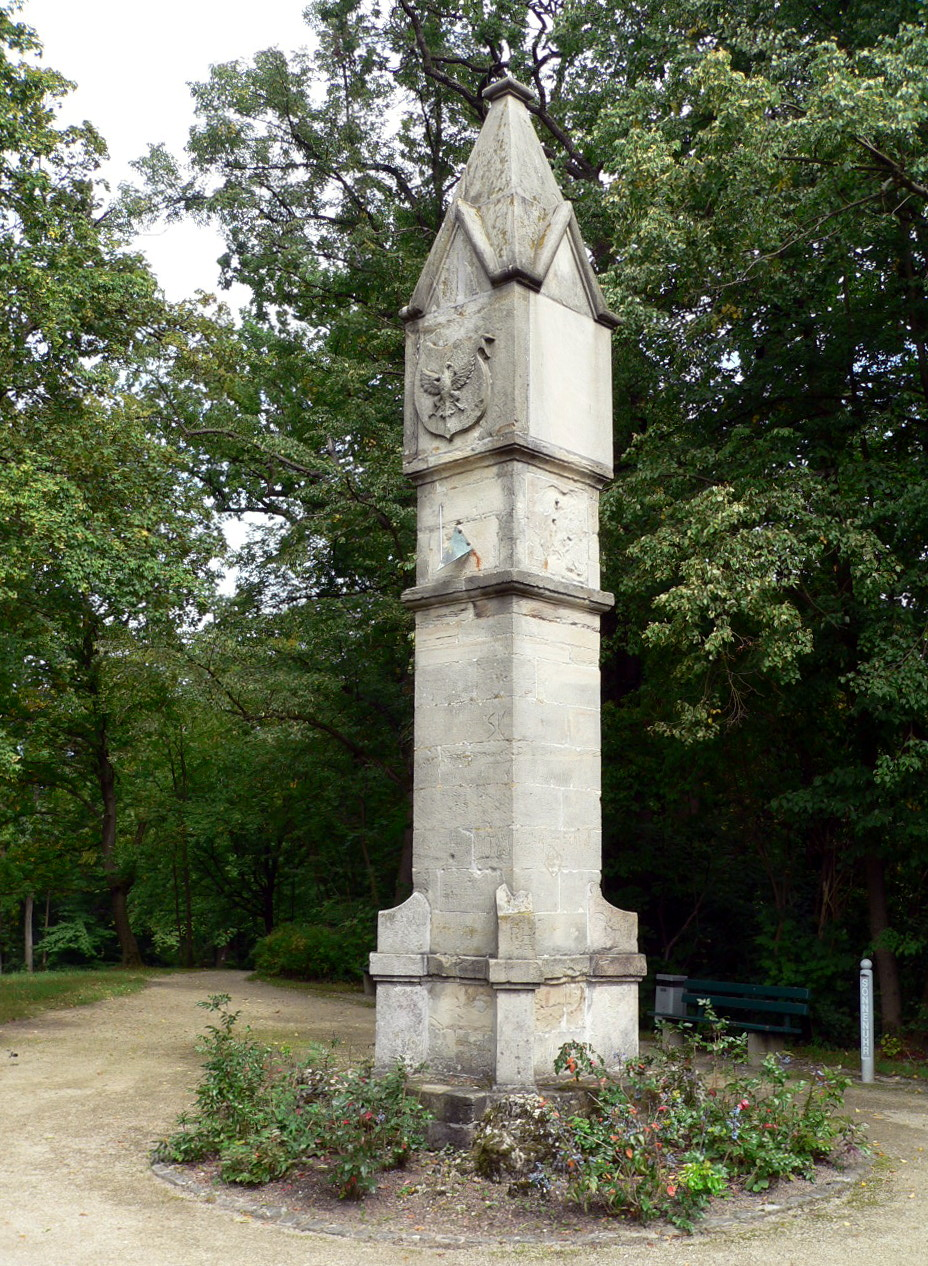
Turniersäule

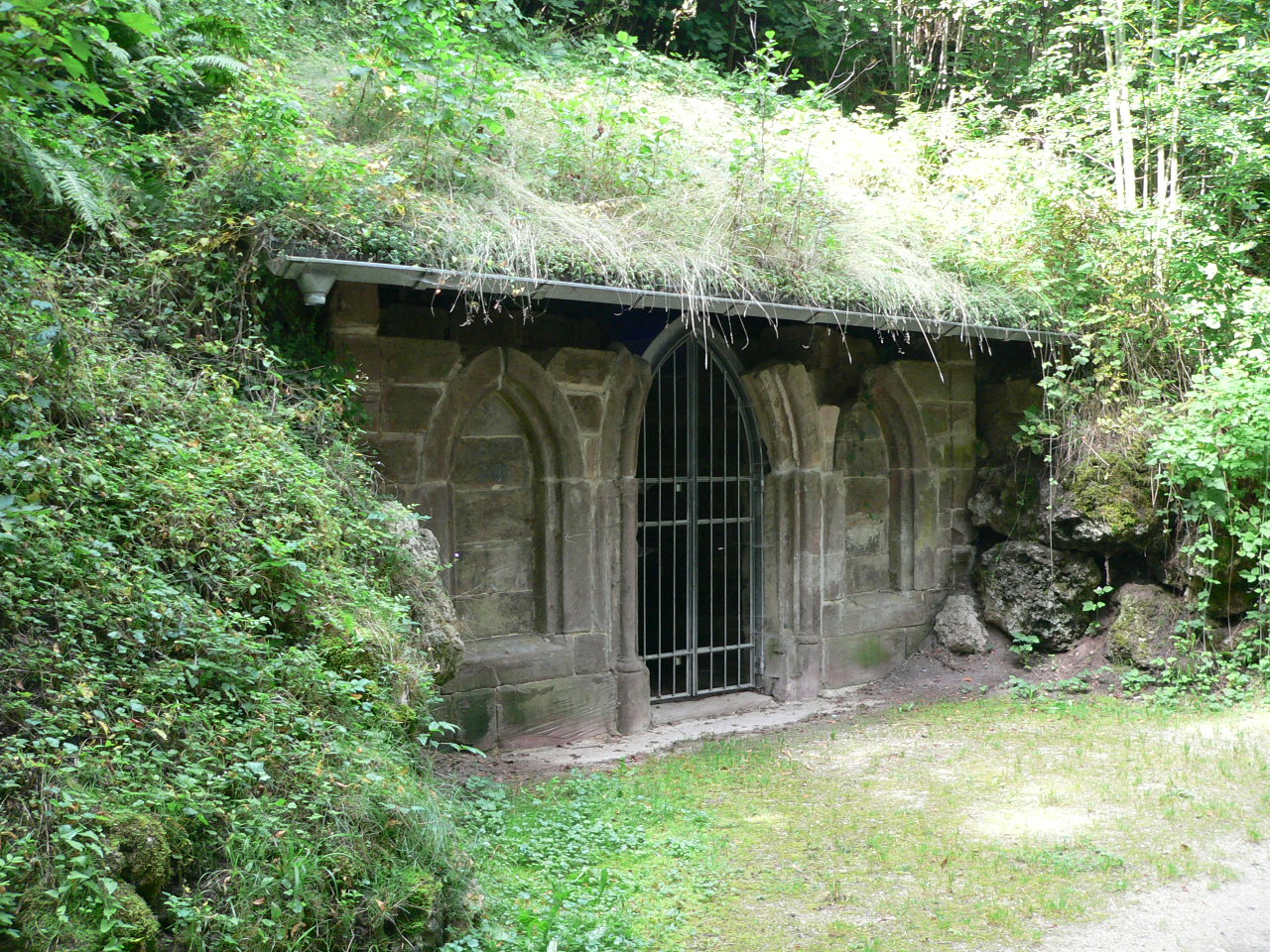
Eremitage

## Park Rosenau
Die Neugestaltung der ehemaligen Burganlage nach 1805 darf nicht isoliert betrachtet werden. Gerade die Harmonie von Schloss, Park und Landschaft macht den besonderen Reiz der Rosenau als ein „Gesamtkunstwerk“ der Romantik aus. Der nach englischen Vorbildern angelegte Landschaftsgarten geht auch heute noch ohne eingrenzende Mauern und Gitter in die Umgebung über und zeugt so von der Verbundenheit mit der Natur und mit den sie bewohnenden Menschen.
Der ab 1805 über 200 Hektar umfassende Park ist heute auf ein Sechstel seiner ursprünglichen Größe reduziert, zeigt aber immer noch Anklänge an die Gartenbaukunst eines englischen Landschaftsgartens mit typischen Gestaltungselementen und Bauwerken. Abgesehen vom eigentlichen Schloss mit seinen Nebengebäuden wird der Park von der 1820 gebauten klassizistischen Orangerie beherrscht, die bis 1989 zur Überwinterung wertvoller exotischer Pflanzen wie Palmen und Zitruspflanzen genutzt wurde. Ein kleiner Rosengarten erstreckt sich vor der Glasfront des lang gestreckten Gebäudes.
Im dreiflügeligen Teehaus mit seiner plattenbelegten Terrasse und auf den Wiesen der Rosenau wurden einst Feste gefeiert, bei denen oft „die gesamte Bevölkerung der umliegenden Ortschaften Gäste des Herzoghauses waren“. Anlässlich der Hochzeit Ernsts I. mit Dorothea Luise wurde zur Freude von Bürgern und Bauern ein großes Turnierfest abgehalten, bei dem die geladenen Gäste des Adels in mittelalterlichen Rüstungen und Gewändern als Hauptakteure auftraten. Zur Erinnerung an dieses außergewöhnliche Ereignis errichtete man auf einem Hügel in der Nähe des Schwanenteichs eine „Turniersäule“, einen rechteckigen Pfeiler mit vier Wappen und einer kleinen Sonnenuhr. Unweit davon befinden sich, in den Abhang zur Itz eingebettet, ein künstlicher Wasserfall, eine ebenso künstliche Grotte und etwas flussabwärts unterhalb des Schlosses die Eremitage, die einen in den Felsen gehauenen Eiskeller kaschiert.
Das schon erwähnte „Kavaliershaus“, ein auf einer Anhöhe gelegenes imposantes, im Fachwerkstil des 16. Jahrhunderts gehaltenes Gärtnerhaus und die daran anschließenden Remisen und Stallungen runden das Ensemble ab.
Eine „Schweizerei“ genannte Meierei stellte die Versorgung des Schlosses mit landwirtschaftlichen Produkten sicher. Den Gutshof ließ Herzog Ernst I. an Stelle des Dorfes Hamberg am südlichen Rand des großen Ursprungsparks nahe am Ort Oeslau errichten. 1820 war das im Stil eines Schweizer Sennenhauses gestaltete Hauptgebäude fertiggestellt. Um die Illusion perfekt zu machen, holte der Herzog drei Sennen und drei Mägde aus der Schweiz, die den Hof bewirtschafteten. Auch 18 Stück Grauvieh und ein Bulle kamen aus Graubünden. Die Schweizerei wurde bis in die 1990er Jahre als landwirtschaftlicher Betrieb genutzt. Aufgrund der Insolvenz des Eigentümers, der Porzellanfabrik W. Goebel, stand das denkmalgeschützte Gebäude längere Zeit leer, bis es eine Familie 2011 kaufte.
Am nördlichen Rand des Parks, unmittelbar am Ort Unterwohlsbach im Itztal gelegen, errichtete man mit mehreren Gebäuden im fernöstlichen Baustil das „Prinzessinnenbad“, eine kleine Badeanstalt für die herzogliche Familie und deren Gäste. Die hübsche Anlage widerstand jedoch auf Dauer nicht der regelmäßig über die Ufer tretenden Itz und wurde um 1905 abgerissen. Lediglich die Reste zweier Steinbrücken blieben erhalten.

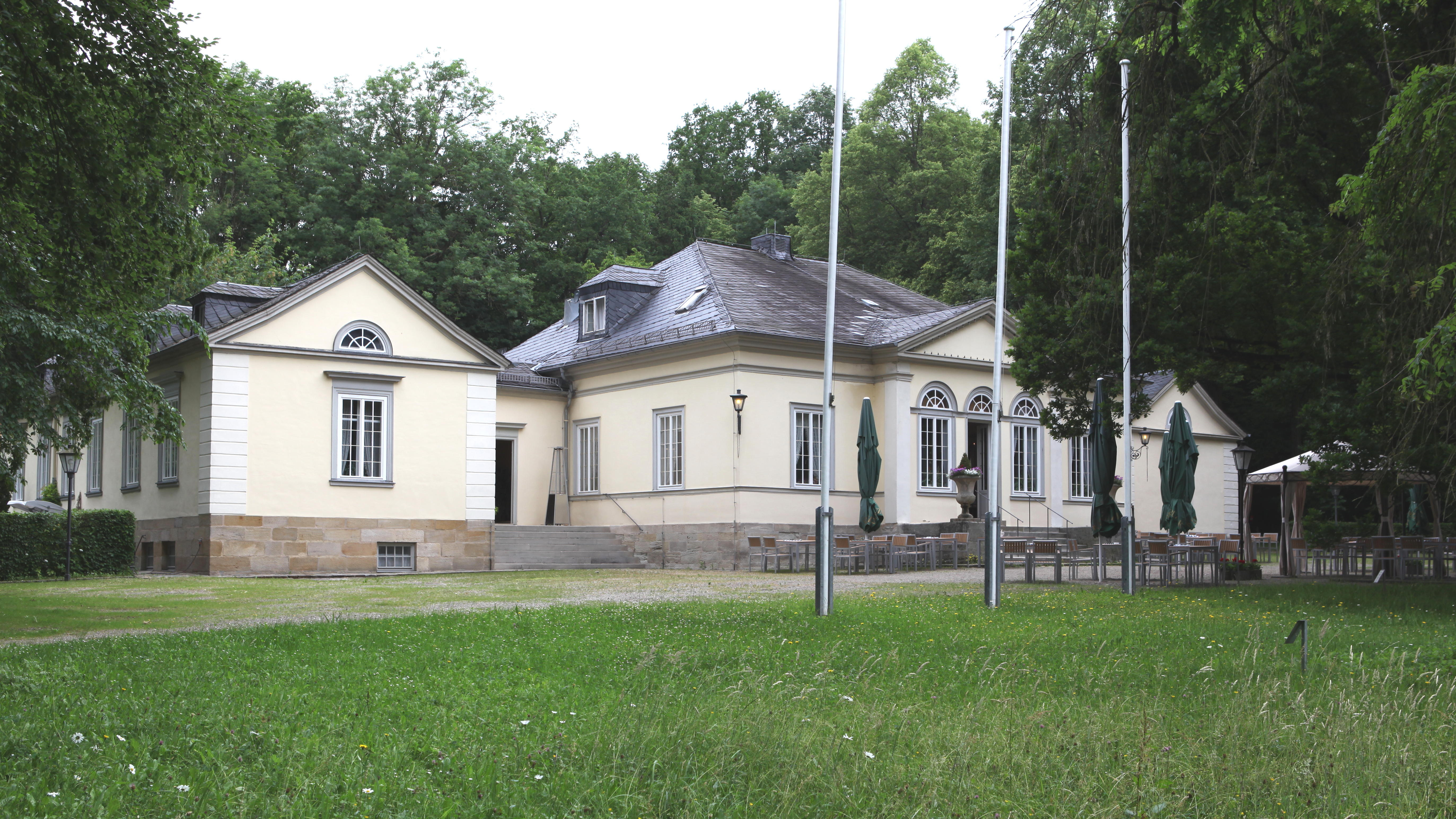
Teehaus, heute Parkrestaurant

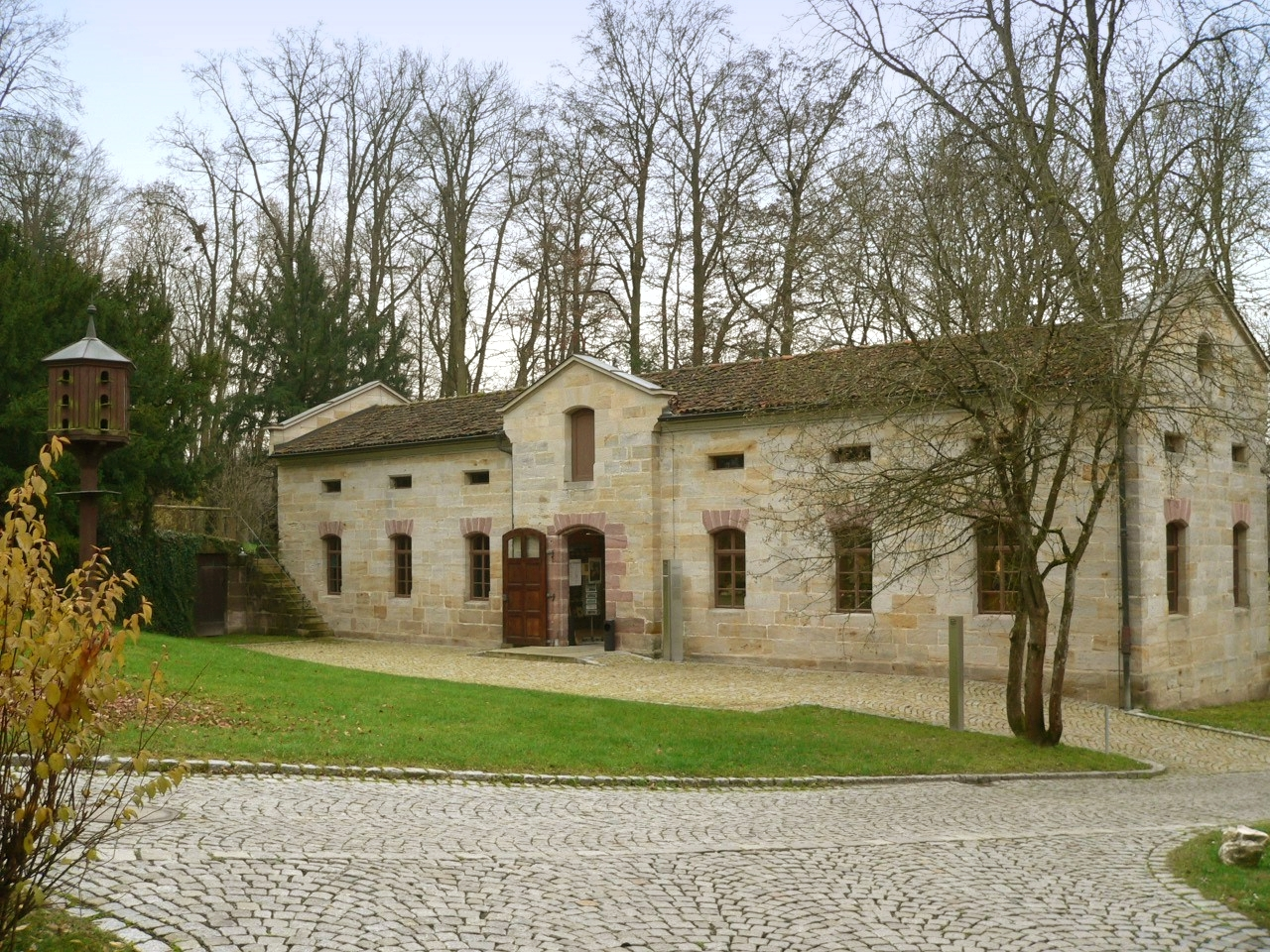
Als Museumsshop umgebaute Stallungen

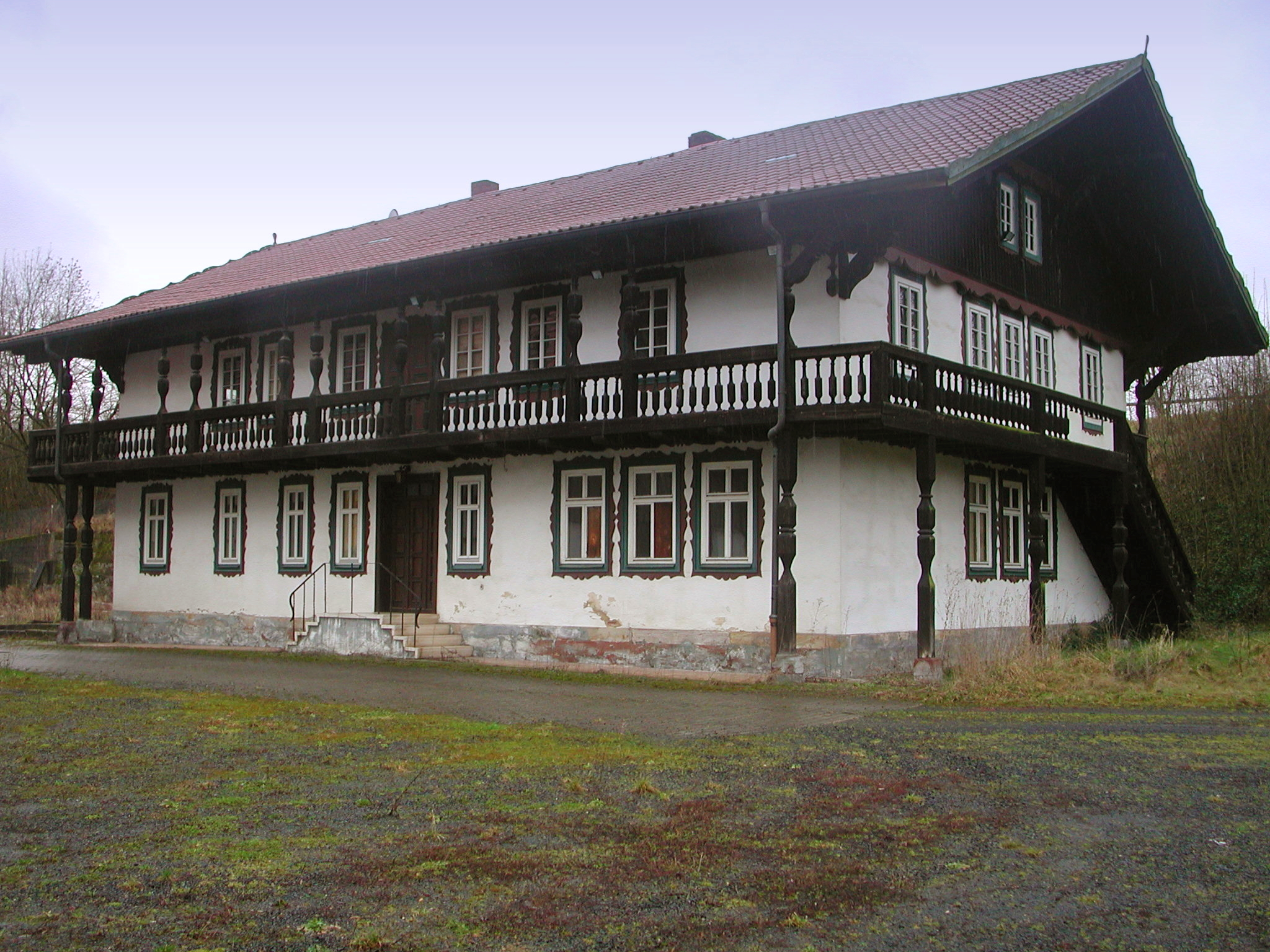
„Schweizerei“

## Heutige Nutzung
Seit 1990 ist das vorbildlich restaurierte Schloss Rosenau als Museum wieder öffentlich zugänglich. Im Rahmen einer Führung können alle Räume der beiden unteren Stockwerke und das originale Mobiliar aus der Biedermeierzeit besichtigt werden. Die russisch-orthodoxe Kapelle ist wieder in den ursprünglichen Ausstattungs-Zustand einer Bibliothek zurückverwandelt. Im „Marmorsaal“ finden regelmäßig Sommerkonzerte statt. Im ehemaligen Stallgebäude vor dem Aufgang zum Schloss befinden sich seit 2003 die Kasse und der Museumsshop sowie ein kleines Bistro.

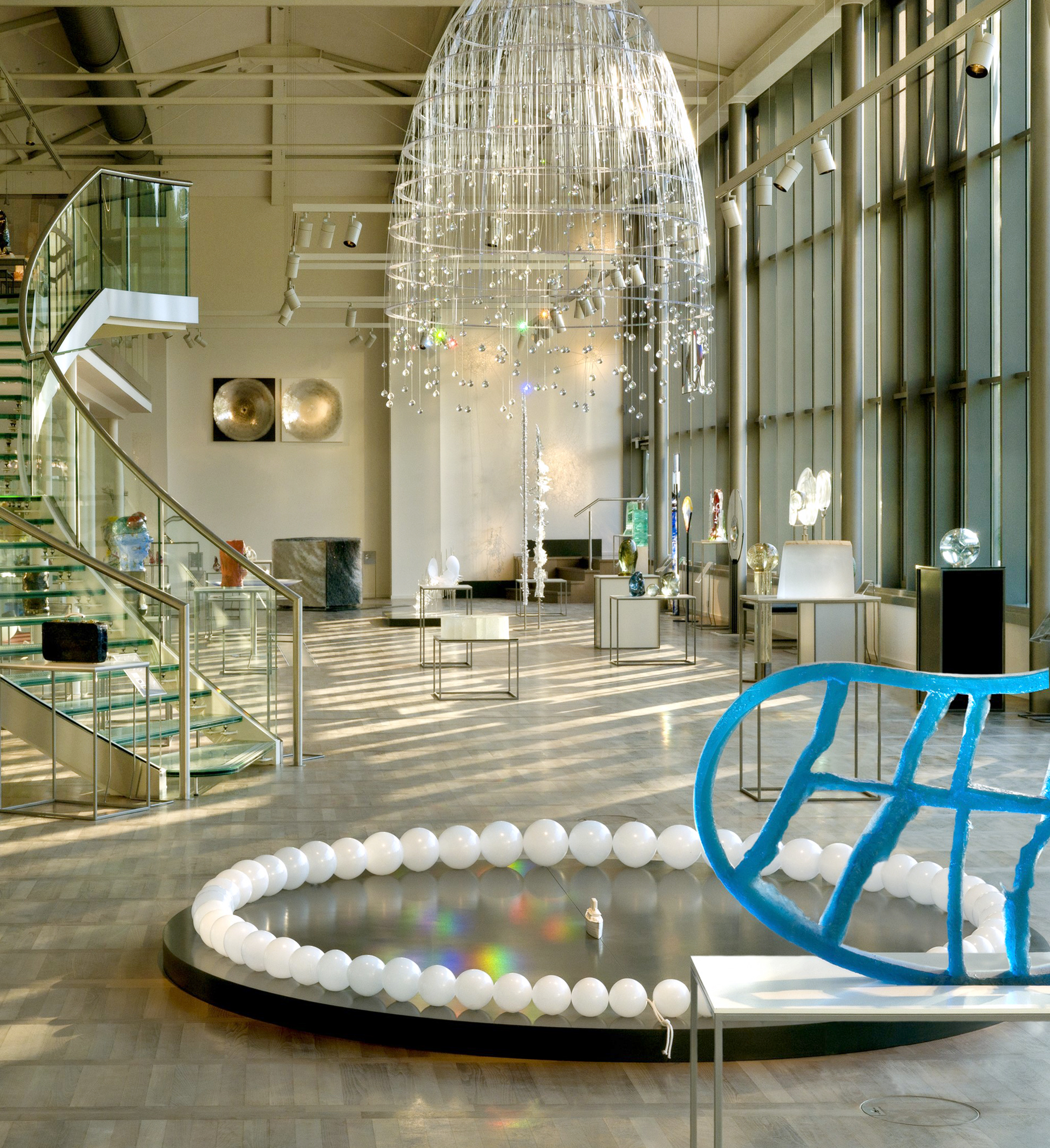
Europäisches Museum für Modernes Glas

Ab 1989 war in der ehemaligen Orangerie das Museum für modernes Glas als Zweigmuseum der Kunstsammlungen der Veste Coburg untergebracht. Auf 350 Quadratmetern Ausstellungsfläche waren zeitgenössische gläserne Kunstobjekte aus der ganzen Welt ausgestellt, von Gebrauchsgegenständen wie Trinkgläsern und Vasen bis zu Skulpturen. Nach einjähriger Bauzeit wurde am 12. Oktober 2008 gegenüber der Orangerie ein moderner Museumsneubau mit 1260 Quadratmetern Ausstellungsfläche unter der Bezeichnung „Europäisches Museum für Modernes Glas“ eröffnet.
Das Teehaus beherbergt seit den 1970er Jahren ein Ausflugslokal der gehobenen Gastronomie mit einem Cafégarten. Dem Restaurant ist nach Westen hin eine ausgedehnte Reitanlage mit Halle und Turnierplatz angegliedert.
An einem Sommerwochenende im Jahr veranstaltet die Stadt Rödental auf den weitläufigen Wiesen unterhalb des Schlosses ein mittelalterlich angehauchtes Volksfest.
Die ehemalige „Schweizerei“ außerhalb des Parks am Anfang der Zufahrtsallee wird seit 2012 als Restaurant mit Biergarten genutzt.

## Berühmte Gäste
Schloss Rosenau beherbergte im Laufe seiner Geschichte zahllose Gäste des europäischen Hochadels. Die Zurückgezogenheit der idyllischen Sommerresidenz genossen auch auf Einladung der Herzöge Künstler und Schriftsteller. So wohnte von 1854 bis 1860 der Weltreisende und zur damaligen Zeit beliebteste Reiseschriftsteller Friedrich Gerstäcker mit seiner Familie als Gast seines fürstlichen Freundes und Gönners Ernst II. auf der Rosenau. Er verfasste dort sein Buch Unter dem Äquator.

## Trivia
Der deutsche Komponist Andreas Späth schuf Ida von Rosenau, eine Oper in drei Akten, Text: Johann König; Uraufführung am Sonntag, den 5. März 1820.